# Бранхиомикоз
Бранхиомикоз (лат. Branchiomycosis) — микоз прудовых рыб, поражающий кровеносные сосуды жабр, приводящий к некрозу жабр и массовой гибели рыбы. Часто встречается в рыбоводных хозяйствах на Европейском континенте. Возбудители болезни — паразитические грибы Вranchiomyces demigrans и Branchiomyces sangunis. (По мнению некоторых исследователей эти два вида идентичны.) Болезни подвержены карпы, сазаны и их гибриды, пескари, караси, щуки, лини, форель. Лечение болезни не разработано.

## Течение и симптомы болезни
В начале заболевания рыбы прекращают приём кормов. На почве затруднённого газообмена больные рыбы подходят к поверхностным слоям воды, заглатывают воздух, вяло плавают у берегов, не реагируя на приближение к ним людей или животных. Острое течение болезни характеризуется геморрагическим воспалением жабр. Подострое течение характеризуется некротическим распадом жаберного аппарата. При хроническом течении патологические изменения выражены очень слабо. Изредка отмечается  некроз небольших участков жабер.